# Беттвіль (Ааргау)
Беттвіль (нім. Bettwil) — громада  в Швейцарії в кантоні Ааргау, округ Мурі.

## Географія
Громада розташована на відстані близько 75 км на північний схід від Берна, 21 км на південний схід від Аарау.
Беттвіль має площу 4,3 км², з яких на 9,6% дозволяється будівництво (житлове та будівництво доріг), 68,7% використовуються в сільськогосподарських цілях, 21,5% зайнято лісами, 0,2% не є продуктивними (річки, льодовики або гори).

## Демографія
2019 року в громаді мешкало 636 осіб (+14% порівняно з 2010 роком), іноземців було 10,2%. Густота населення становила 150 осіб/км².
За віковим діапазоном населення розподілялося таким чином: 21,1% — особи молодші 20 років, 63,5% — особи у віці 20—64 років, 15,4% — особи у віці 65 років та старші. Було 281 помешкань (у середньому 2,2 особи в помешканні).
Із загальної кількості 218 працюючих 49 було зайнятих в первинному секторі, 90 — в обробній промисловості, 79 — в галузі послуг.